# Thi Thi Win
Thi Thi Win, född 23 juli 1971, är en burmesisk bågskytt. Hon deltog vid olympiska sommarspelen 2000.